# 레이디 맥베스
《레이디 맥베스》(영어: Lady Macbeth)는 2016년 제작된 영국의 드라마 영화이다. 윌리엄 올드로이드가 감독을 맡았으며, 러시아의 문학가 니콜라이 레스코프의 소설 《무첸스크군의 맥베스 부인》이 영화의 원작이다.

## 출연

### 주연
- 플로렌스 퓨

### 조연
- 코스모 자비스
- 폴 힐턴
- 나오미 아키에
- 크리스토퍼 페어뱅크
- 골다 로쉐벨
- 빌 펠로우즈
- 앤톤 팔머
- 레베카 맨리

## 기타
- 원작자: 니콜라이 레스코프
- 작곡: 댄 존스
- 미술: 재클린 에이브러햄스
- 시각효과: 다니엘 닐센
- 의상: 홀리 와딩턴
- 배역: 샤힌 베이그